# 莫薩拉伯聖歌

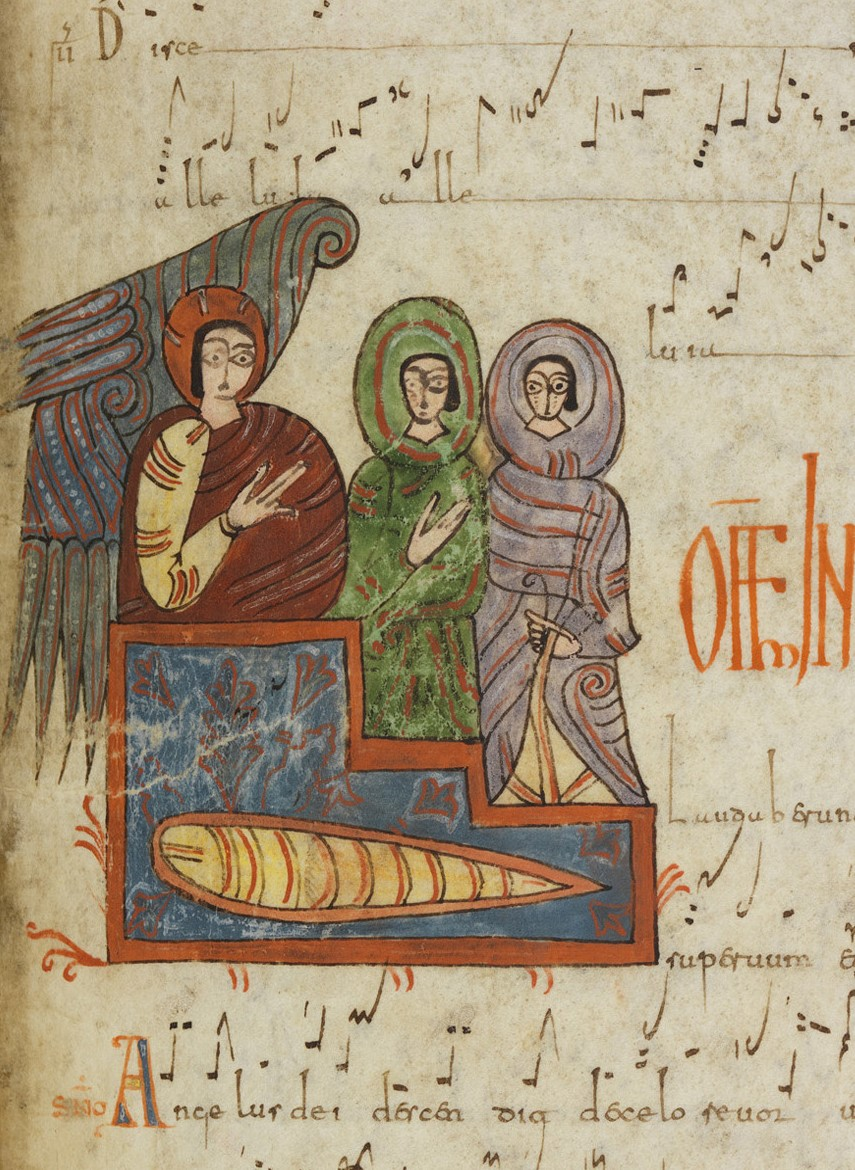
西哥德的記譜法（雷昂聖歌集）

莫薩拉伯聖歌（英語：Mozarabic chant，也稱為西班牙聖歌、古西班牙聖歌或西哥德聖歌）是伊比利半島基督教會的拉丁禮拜聖歌，從大約始於5世紀，直到11世紀末被葛利果聖歌取代為止。儘管其原始的中世紀形式大部分已佚失，但一些帶有可辨認樂譜的聖歌得以倖存，並且後來以改變的形式復興了聖歌儀式，並繼續在西班牙的一些偏遠地區（主要是托雷多）使用。